# Фьельбака
Фьельбака или Фьельбакка (швед. Fjällbacka) — небольшое рыболовное поселение на западном побережье Швеции, расположенное в коммуне Танум в лене Вестра-Гёталанд. Является одним из известных туристических центров на западе Швеции. Деревня находится в 150 км от Гётеборга, 165 км от Осло и 520 км от Стокгольма. По данным на декабрь 2010 года население составляет 859 человек.

## Интересные факты

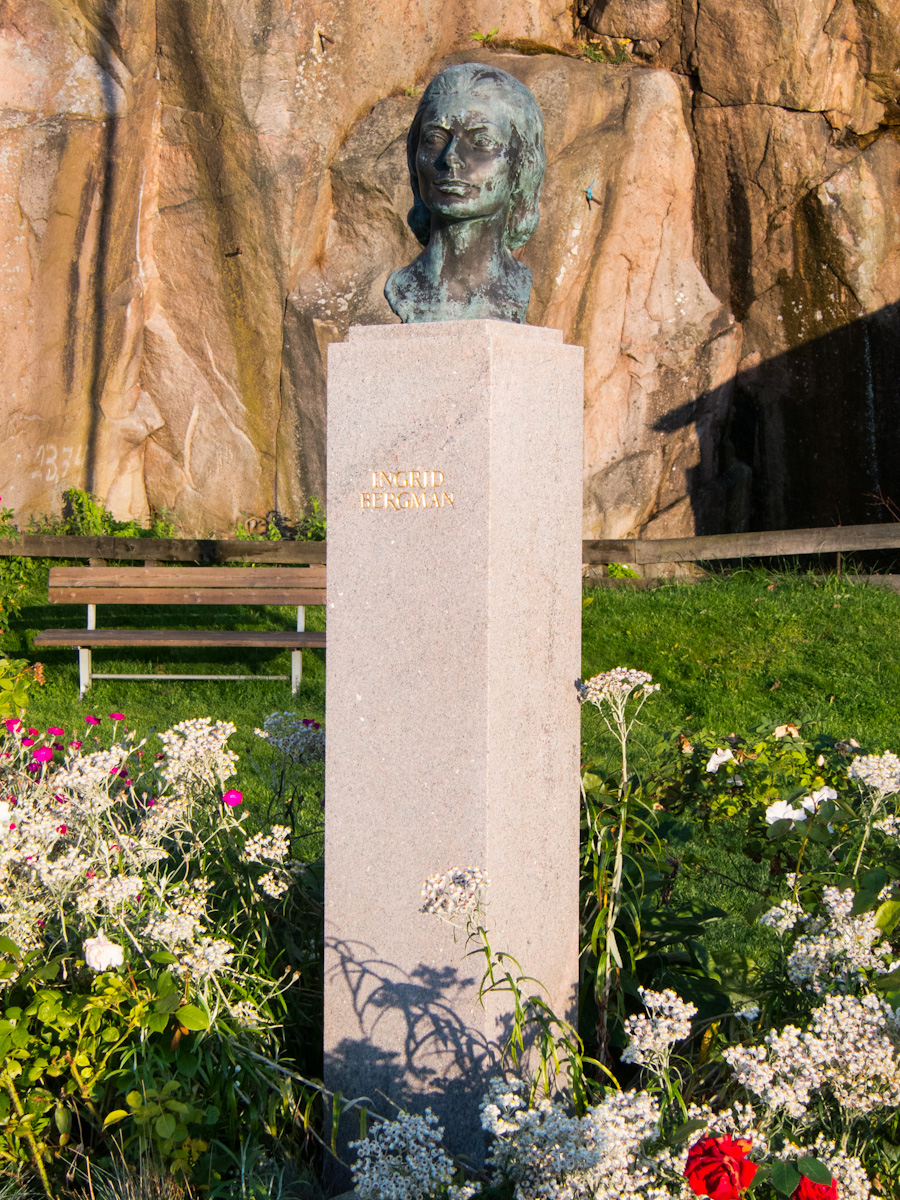
Мемориал Ингрид Бергман

- Мемориал Ингрид Бергман Звезда мирового кинематографа Ингрид Бергман любила отмечать праздники в Фьельбаке. После смерти её прах был развеян над морем близ поселения. В её честь названа гавань. Начиная с 1983 года есть так же памятный бюст великой актрисе, созданный шведским скульптуром Гудмаром Олофсоном.
- Действие романов писательницы Камиллы Лэкберг происходит почти всегда в Фьельбаке или в её окрестностях[значимость факта?].